# Aricoris caracensis
Aricoris caracensis is een vlindersoort uit de familie van de prachtvlinders (Riodinidae), onderfamilie Riodininae.
Aricoris caracensis werd in 2001 beschreven door Callaghan.